# Слабошовиці
Слабошовиці (пол. Słaboszowice) — село в Польщі, у гміні Сендзішув Єнджейовського повіту Свентокшиського воєводства.
Населення — 129 осіб (2011).
У 1975-1998 роках село належало до Келецького воєводства.

## Демографія
Демографічна структура на день 31 березня 2011 року:
|          | Загалом | Допрацездатний вік | Працездатний вік | Постпрацездатний вік |
| -------- | ------- | ------------------ | ---------------- | -------------------- |
| Чоловіки | 61      | 6                  | 45               | 10                   |
| Жінки    | 68      | 9                  | 41               | 18                   |
| Разом    | 129     | 15                 | 86               | 28                   |